# Tachytrechus basiserratus
Tachytrechus basiserratus är en tvåvingeart som beskrevs av Zhang, Yang och Patrick Grootaert 2007. Tachytrechus basiserratus ingår i släktet Tachytrechus och familjen styltflugor. Inga underarter finns listade i Catalogue of Life.